# لیگ قهرمانان آسیا ۲۰۲۰
لیگ قهرمانان آسیا ۲۰۲۰ سی و نهمین دورهٔ مسابقات باشگاهی قهرمانی آسیا و هجدهمین دوره تحت عنوان لیگ قهرمانان آسیا که توسط کنفدراسیون فوتبال آسیا برگزار شد.
این مسابقات به دلیل همه‌گیری کووید ۱۹ در آسیا پس از انجام مسابقات مرحله گروهی در ۴ مارس ۲۰۲۰ به حالت تعلیق درآمد و در ۱۴ سپتامبر ۲۰۲۰ مجدداً پیگیری شد. تمام مسابقات پس از شروع مجدد در قطر برگزار شد.

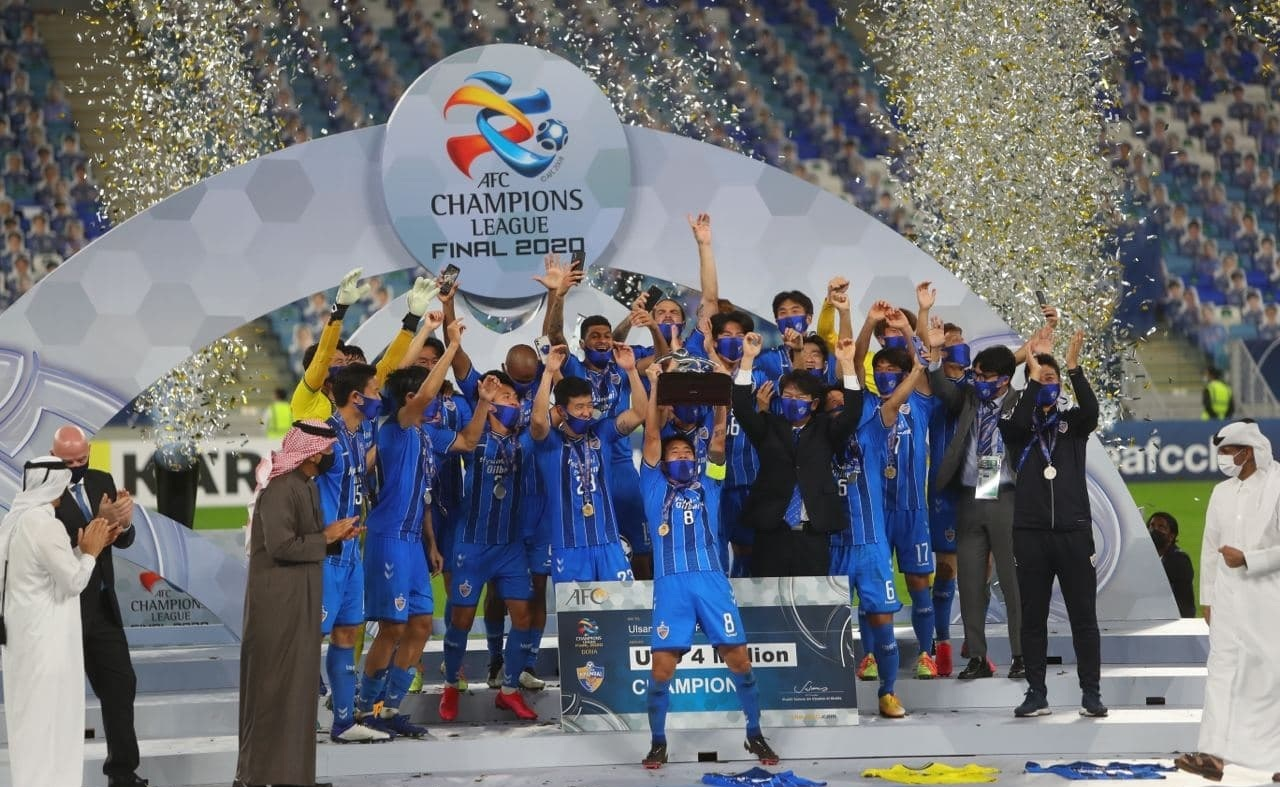
بازیکنان اولسان هیوندای با جام قهرمانی

تیم اولسان هیوندای کره جنوبی با غلبه بر تیم پرسپولیس ایران در فینال مسابقات برای دومین بار قهرمان این دوره از رقابت‌ها شد و به مسابقات جام باشگاه‌های جهان ۲۰۲۰ راه یافت.
همچنین تیم اولسان هیوندای کره جنوبی بدون باخت قهرمان این دوره از رقابت‌ها شد.

## نحوه محاسبه سهمیه کشورها
کمیته مسابقات ای‌اف‌سی پیشنهاد اصلاح مسابقات باشگاه‌های ای‌اف‌سی را در ۲۵ ژانویه ۲۰۱۴، که توسط کمیته اجرایی ای‌اف‌سی در تاریخ ۱۶ آوریل ۲۰۱۵ تصویب شد ارائه داد. این دو کمیته سهمیه‌های در نظر گرفته شده ۴۶ فدراسیون عضو ای‌اف‌سی (به استثنای اعضای وابسته جزایر ماریانای شمالی) بر اساس عملکرد تیم ملی و باشگاه‌های خود در چهار سال گذشته در مسابقات ای‌اف‌سی و همچنین با توجه به رتبه‌بندی ای‌اف‌سی در سال ۲۰۱۷، را برای فدراسیون‌ها برای حضور در لیگ قهرمانان آسیا در سال‌های ۲۰۱۷ و ۲۰۱۸ با شرایط زیر تعیین کردند:
- این فدراسیون‌ها به دو منطقه تقسیم می‌شوند:
  - منطقه غرب تشکیل شده از فدراسیون فوتبال غرب آسیا (WAFF)، فدراسیون فوتبال آسیای مرکزی (CAFA) و فدراسیون فوتبال جنوب آسیا (SAFF).
  - منطقه شرق تشکیل شده از فدراسیون فوتبال آسه‌آن (AFF)، و فدراسیون فوتبال شرق آسیا (EAFF).
- هر منطقه، چهار گروه چهار تیمه در مرحله گروهی را که ۱۲ سهمیه مستقیم و چهار سهمیه دیگر آن به صورت پلی-آف انتخاب می‌شوند، شامل می‌شوند.
- ۱۲ کنفدراسیون برتر در هر منطقه به ترتیب رتبه‌بندی ای‌اف‌سی، تا زمانی‌که معیارهای صدور مجوز توسط ای‌اف‌سی را رعایت کنند واجد شرایط برای ورود به لیگ قهرمانان آسیا می‌باشند.
- شش فدراسیون برتر در هر منطقه حداقل یک سهمیه مستقیم در مرحله گروهی را دریافت می‌کنند، این در حالیست که سایر فدراسیون‌ها فقط سهمیه بازی پلی-آف را دریافت می‌کنند: چین - قطر - ژاپن - کره جنوبی - ایران - عربستان - امارات - تایلند - عراق - ازبکستان - استرالیا - فیلیپین
  - فدراسیون‌هایی که در مکان نخست و دوم رتبه‌بندی قرار دارند، سه سهمیه مستقیم و یک سهمیه پلی-آف را کسب می‌کنند (در پلی-آف اصلی): چین - امارات - کره جنوبی - عربستان
  - فدراسیون‌هایی که در مکان سوم رتبه‌بندی قرار دارند، دو سهمیه مستقیم و دو سهمیه پلی-آف را کسب می‌کنند (هر دو در پلی-آف اصلی): ژاپن - قطر
  - فدراسیون‌هایی که در مکان چهارم رتبه‌بندی قرار دارند، دو سهمیه مستقیم و دو سهمیه پلی-آف را کسب می‌کنند (هر دو در پلی-آف مقدماتی ۲): ایران
  - فدراسیون‌هایی که در مکان پنجم هستند و دو سهمیه مستقیم و یک پلی آف دریافت می‌کنند فدراسیون فوتبال استرالیا
  - فدراسیون‌هایی که در مکان پنجم رتبه‌بندی قرار دارند، یک سهمیه مستقیم و دو سهمیه پلی-آف را کسب می‌کنند (هر دو در پلی-آف مقدماتی ۲): فدراسیون فوتبال ازبکستان فدراسیون فوتبال تایلند
  - فدراسیون‌هایی که در مکان ششم رتبه‌بندی قرار دارند، یک سهمیه مستقیم و یک سهمیه پلی-آف را کسب می‌کنند (در پلی-آف مقدماتی ۲): فدراسیون فوتبال عراق فدراسیون فوتبال مالزی
  - فدراسیون که در مکان هفتم تا دوازدهم رتبه‌بندی قرار دارند، هر کدام یک سهمیه پلی-آف را کسب می‌کنند (در پلی-آف مقدماتی ۱): اردن - هند - تاجیکستان - فدراسیون فوتبال فیلیپین - سنگاپور - ترکمنستان - ویتنام - کره شمالی - سوریه - لبنان - هنگ کنگ - میانمار
- حداکثر تعداد سهمیه‌ها برای هر فدراسیون یک سوم کل تعداد باشگاه‌های بالاست.
- در صورتی‌که فدراسیونی به هر دلیلی سهمیه‌های مستقیم خود را از دست دهد، سهمیه‌های آن فدراسیون بین فدراسیون‌های بالاتر با در نظر گرفتن اینکه هر کشوری حداکثر سه سهمیه مستقیم خواهد داشت، تقسیم می‌شود.
- در صورتی‌که فدراسیونی به هر دلیلی سهمیه‌های پلی-آف خود را از دست دهد، سهمیه‌های آن فدراسیون حذف شده و بین هیچ فدراسیونی تقسیم نخواهد شد: سوریه - بحرین

برای لیگ قهرمانان آسیا ۲۰۲۰، فدراسیون‌ها بر اساس رتبه‌بندی فدراسیون خود که در تاریخ ۲۰ اکتبر ۲۰۱۹ منتشره شده بود شرایط سهمیه‌های اختصاص‌یافته به خود را دریافت کردند، که به عملکرد آن‌ها در لیگ قهرمانان آسیا، ای‌اف‌سی کاپ و همچنین تیم ملی فوتبال خود در رتبه‌بندی جهانی فیفا، طی سال‌های ۲۰۱۶ تا ۲۰۱۹ بستگی داشته‌است.
| شرکت‌کنندگان در لیگ قهرمانان آسیا ۲۰۲۰ | شرکت‌کنندگان در لیگ قهرمانان آسیا ۲۰۲۰ |
| ------------------------------------- | ------------------------------------- |
|                                       | کسب حدنصاب سهمیه                      |
|                                       | عدم کسب حدنصاب سهمیه                  |

| رتبه در  | رتبه در  | اعضاء فدراسیون    | امتیاز   | سهمیه‌ها     | سهمیه‌ها | سهمیه‌ها | سهمیه‌ها |
| رتبه در  | رتبه در  | اعضاء فدراسیون    | امتیاز   | مرحله گروهی | پلی-آف  | پلی-آف  | پلی-آف  |
| منطقه    | کل       | اعضاء فدراسیون    | امتیاز   | مرحله گروهی | اصلی    | دور ۲   | دور ۱   |
| -------- | -------- | ----------------- | -------- | ----------- | ------- | ------- | ------- |
| ۱        | ۱        | امارات متحدهٔ عربی | ۹۵٫۹۴۰   | ۳           | ۱       | ۰       | ۰       |
| ۲        | ۴        | عربستان سعودی     | ۸۴٫۲۶۹   | ۳           | ۱       | ۰       | ۰       |
| ۳        | ۶        | قطر               | ۸۲٫۴۰۷   | ۲           | ۲       | ۰       | ۰       |
| ۴        | ۷        | ایران             | ۷۱٫۸۵۱   | ۲           | ۰       | ۲       | ۰       |
| ۵        | ۹        | ازبکستان          | ۴۳٫۳۰۵   | ۱           | ۰       | ۲       | ۰       |
| ۶        | ۱۱       | عراق              | ۴۲٫۱۴۱   | ۱           | ۰       | ۱       | ۰       |
| ۷        | ۱۲       | تاجیکستان         | ۳۰٫۷۲۵   | ۰           | ۰       | ۱       | ۰       |
| ۸        | ۱۵       | هند               | ۲۹٫۲۹۱   | ۰           | ۰       | ۰       | ۱       |
| ۹        | ۱۶       | سوریه[ی. سوریه]   | ۲۸٫۹۸۳   | ۰           | ۰       | ۰       | ۰       |
| ۱۰       | ۱۸       | اردن              | ۲۵٫۶۴۹   | ۰           | ۰       | ۰       | ۱       |
| ۱۱       | ۱۹       | کویت              | ۲۴٫۷۹۸   | ۰           | ۰       | ۰       | ۱       |
| ۱۲       | ۲۰       | بحرین             | ۲۴٫۳۳۷   | ۰           | ۰       | ۰       | ۱       |
| در مجموع | در مجموع | در مجموع          | در مجموع | ۱۲          | ۴       | ۶       | ۴       |
| در مجموع | در مجموع | در مجموع          | در مجموع | ۱۲          | ۱۴      |         |         |
| در مجموع | در مجموع | در مجموع          | در مجموع | ۲۶          |         |         |         |

| رتبه در  | رتبه در  | اعضاء فدراسیون        | امتیاز   | سهمیه‌ها     | سهمیه‌ها | سهمیه‌ها | سهمیه‌ها |
| رتبه در  | رتبه در  | اعضاء فدراسیون        | امتیاز   | مرحله گروهی | پلی-آف  | پلی-آف  | پلی-آف  |
| منطقه    | کل       | اعضاء فدراسیون        | امتیاز   | مرحله گروهی | اصلی    | دور ۲   | دور ۱   |
| -------- | -------- | --------------------- | -------- | ----------- | ------- | ------- | ------- |
| ۱        | ۲        | کرهٔ جنوبی             | ۸۷٫۴۸۰   | ۳           | ۱       | ۰       | ۰       |
| ۲        | ۳        | چین                   | ۸۶٫۶۷۱   | ۳           | ۱       | ۰       | ۰       |
| ۳        | ۵        | ژاپن                  | ۸۳٫۴۶۴   | ۲           | ۲       | ۰       | ۰       |
| ۴        | ۸        | استرالیا[ی. استرالیا] | ۶۴٫۷۵۲   | ۲           | ۰       | ۱       | ۰       |
| ۵        | ۱۲       | تایلند                | ۴۲٫۵۶۸   | ۱           | ۰       | ۲       | ۰       |
| ۶        | ۱۴       | مالزی                 | ۲۹٫۵۶۶   | ۱           | ۰       | ۱       | ۰       |
| ۷        | ۱۴       | هنگ‌کنگ                | ۲۹٫۳۰۰   | ۰           | ۰       | ۱       | ۰       |
| ۸        | ۱۷       | ویتنام                | ۲۷٫۴۲۶   | ۰           | ۰       | ۱       | ۰       |
| ۹        | ۲۱       | فیلیپین               | ۲۱٫۴۰۵   | ۰           | ۰       | ۰       | ۱       |
| ۱۰       | ۲۳       | سنگاپور               | ۱۷٫۰۸۴   | ۰           | ۰       | ۰       | ۱       |
| ۱۱       | ۲۴       | اندونزی               | ۱۶٫۸۷۱   | ۰           | ۰       | ۰       | ۱       |
| ۱۲       | ۲۵       | میانمار               | ۱۴٫۷۵۳   | ۰           | ۰       | ۰       | ۱       |
| در مجموع | در مجموع | در مجموع              | در مجموع | ۱۲          | ۴       | ۶       | ۴       |
| در مجموع | در مجموع | در مجموع              | در مجموع | ۱۲          | ۱۴      |         |         |
| در مجموع | در مجموع | در مجموع              | در مجموع | ۲۶          |         |         |         |

یادداشت‌ها
1. ^ استرالیا: شرایطی که در بخش بالا توسط فدراسیون فوتبال استرالیا ارائه شده نشان می‌دهد که با توجه به اینکه در لیگ استرالیا، ای-لیگ در فصل ۱۹–۲۰۱۸ تنها ۹ تیم حضور داشتند پس تنها می‌تواند ۳ تیم را روانه مسابقات کند.
2. ^ سوریه: سوریه هیچ باشگاهی که دارای مجوز حرفه ای لیگ قهرمانان آسیا باشد را ندارد.

## ماجرای لغو قرارداد حق پخش لیگ قهرمانان آسیا با ایران
کنفدراسیون فوتبال آسیا و شرکت صاحب امتیاز حق پخش لیگ قهرمانان آسیا، به دلیل تحریم‌های بین‌المللی قرارداد پخش این رقابت‌ها با سازمان صدا و سیما را لغو کردند.
آژانس تجاری کنفدراسیون فوتبال آسیا روز شنبه ۲۲ شهریور ۱۳۹۹ با ارسال نامه‌ای برای فدراسیون فوتبال و سازمان صدا و سیما عنوان کرد که به دلیل تحریم‌های بین‌المللی ایران، ضمن لغو یک طرفه قرارداد حق پخش تلویزیونی آژانس تجاری کنفدراسیون فوتبال آسیا با سازمان صدا و سیما، از در اختیار گذاشتن سیگنال پخش زنده مرحله گروهی متمرکز لیگ قهرمانان آسیا معذور هستند.
مهدی محمدنبی، دبیرکل فدراسیون فوتبال ایران روز یکشنبه ۲۳ شهریور با ارسال نامه‌ای برای کنفدراسیون فوتبال ضمن اعتراض به این تصمیم، خواستار فراهم شدن بستری برای پخش زنده این دیدارها شد.
اما این حاشیه دوام زیادی نیافت و بازی‌ها از تلویزیون ایران پخش شد.

## تیم‌ها
در جدول زیر، تعداد حضور و آخرین حضور تیم‌ها تنها از فصل ۰۳–۲۰۰۲ (شامل مرحله انتخابی)، یعنی از زمانی که تورنمنت به لیگ قهرمانان آسیا تغییر نام داد، شمارش می‌شود.
| تیم                                             | نحوه صعود                                                                                                   | تعداد حضور                                      | آخرین حضور                                      |
| صعودکنندگان مستقیم به مرحله گروهی (گروه A تا D) | صعودکنندگان مستقیم به مرحله گروهی (گروه A تا D)                                                             | صعودکنندگان مستقیم به مرحله گروهی (گروه A تا D) | صعودکنندگان مستقیم به مرحله گروهی (گروه A تا D) |
| ----------------------------------------------- | --- | ----------------------------------------------- | ----------------------------------------------- |
| الشارجه                                         | قهرمان لیگ حرفه‌ای امارات ۱۹–۲۰۱۸                                                                            | ۳                                               | ۲۰۰۹                                            |
| شباب الاهلی                                     | قهرمان جام ریاست جمهوری ۱۹–۲۰۱۸ نایب‌قهرمان لیگ حرفه‌ای امارات ۱۹–۲۰۱۸                                        | ۸                                               | ۲۰۱۷                                            |
| الوحده                                          | مقام سوم لیگ حرفه‌ای امارات ۱۹–۲۰۱۸                                                                          | ۱۱                                              | ۲۰۱۹                                            |
| النصر                                           | قهرمان لیگ حرفه‌ای سعودی ۱۹–۲۰۱۸                                                                             | ۵                                               | ۲۰۱۹                                            |
| التعاون                                         | قهرمان جام پادشاهی عربستان ۲۰۱۹ مقام سوم لیگ حرفه‌ای سعودی ۱۹–۲۰۱۸                                           | ۲                                               | ۲۰۱۷                                            |
| الهلال[م.ق.]                                    | نایب‌قهرمان لیگ حرفه‌ای سعودی ۱۹–۲۰۱۸                                                                         | ۱۶                                              | ۲۰۱۷                                            |
| السد                                            | قهرمان لیگ ستارگان قطر ۱۹–۲۰۱۸                                                                              | ۱۵                                              | ۲۰۱۹                                            |
| الدحیل                                          | قهرمان جام امیر قطر ۲۰۱۹ نایب‌قهرمان لیگ ستارگان قطر ۱۹–۲۰۱۸                                                 | ۹                                               | ۲۰۱۹                                            |
| پرسپولیس                                        | قهرمان لیگ برتر فوتبال ایران ۹۸–۱۳۹۷ قهرمان جام حذفی فوتبال ایران ۹۸–۱۳۹۷ قهرمان سوپر جام فوتبال ایران ۱۳۹۸ | ۹                                               | ۲۰۱۹                                            |
| سپاهان                                          | نایب‌قهرمان لیگ برتر فوتبال ایران ۹۸–۱۳۹۷                                                                    | ۱۲                                              | ۲۰۱۶                                            |
| پاختاکور                                        | قهرمان لیگ ازبک ۲۰۱۹ قهرمان جام ازبکستان ۲۰۱۹                                                               | ۱۶                                              | ۲۰۱۹                                            |
| الشرطه                                          | قهرمان لیگ برتر فوتبال عراق ۱۹–۲۰۱۸                                                                         | ۴                                               | ۲۰۱۴                                            |
| شرکت کنندگان در مرحله مقدماتی پلی‌آف             | |                                                 |                                                 |
| واردشدگان به مرحله پلی‌آف                        | |                                                 |                                                 |
| العین                                           | مقام چهارم لیگ حرفه‌ای امارات ۱۹–۲۰۱۸                                                                        | ۱۵                                              | ۲۰۱۹                                            |
| الاهلی                                          | مقام چهارم لیگ حرفه‌ای سعودی ۱۹–۲۰۱۸                                                                         | ۱۲                                              | ۲۰۱۹                                            |
| السیلیه                                         | مقام سوم لیگ ستارگان قطر ۱۹–۲۰۱۸                                                                            | ۱                                               | -                                               |
| الریان                                          | مقام چهارم لیگ ستارگان قطر ۱۹–۲۰۱۸                                                                          | ۱۰                                              | ۲۰۱۹                                            |
| واردشدگان به مقدماتی دور ۲                      | |                                                 |                                                 |
| استقلال                                         | مقام سوم لیگ برتر فوتبال ایران ۹۸–۱۳۹۷                                                                      | ۱۱                                              | ۲۰۱۹                                            |
| شهر خودرو                                       | مقام چهارم لیگ برتر فوتبال ایران ۹۸–۱۳۹۷                                                                    | ۱                                               | -                                               |
| لوکوموتیو تاشکند                                | نایب‌قهرمان لیگ ازبک ۲۰۱۹                                                                                    | ۸                                               | ۲۰۱۹                                            |
| بنیادکار                                        | مقام سوم لیگ ازبک ۲۰۱۹                                                                                      | ۱۱                                              | ۲۰۱۷                                            |
| الزورا                                          | قهرمان جام حذفی فوتبال عراق ۱۹–۲۰۱۸                                                                         | ۵                                               | ۲۰۱۹                                            |
| ایستیکلول تاجیکستان                             | قهرمان لیگ عالی تاجیکستان ۲۰۱۹                                                                              | ۲                                               | ۲۰۱۹                                            |
| واردشدگان به مقدماتی دور ۱                      | |                                                 |                                                 |
| چنای سیتی                                       | قهرمان آی-لیگ ۱۹–۲۰۱۸                                                                                       | ۱                                               | -                                               |
| الفیصلی                                         | قهرمان لیگ برتر فوتبال اردن ۱۹–۲۰۱۸                                                                         | ۳                                               | ۲۰۱۸                                            |
| الکویت                                          | قهرمان لیگ برتر فوتبال کویت ۱۹–۲۰۱۸                                                                         | ۷                                               | ۲۰۱۹                                            |
| الرفاع                                          | قهرمان لیگ برتر فوتبال بحرین ۱۹–۲۰۱۸                                                                        | ۴                                               | ۲۰۱۵                                            |

| تیم                                             | نحوه صعود                                               | تعداد حضور                                      | آخرین حضور                                      |
| صعودکنندگان مستقیم به مرحله گروهی (گروه E تا H) | صعودکنندگان مستقیم به مرحله گروهی (گروه E تا H)         | صعودکنندگان مستقیم به مرحله گروهی (گروه E تا H) | صعودکنندگان مستقیم به مرحله گروهی (گروه E تا H) |
| ----------------------------------------------- | ------------------------------------------------------- | ----------------------------------------------- | ----------------------------------------------- |
| چونبوک هیوندای موتورز                           | قهرمان کی‌لیگ کلاسیک ۲۰۱۹                                | ۱۳                                              | ۲۰۱۹                                            |
| سوون سامسونگ                                    | قهرمان اف ای کاپ کره جنوبی ۲۰۱۹                         | ۱۰                                              | ۲۰۱۸                                            |
| اولسان هیوندای                                  | نایب‌قهرمان کی‌لیگ کلاسیک ۲۰۱۹                            | ۸                                               | ۲۰۱۹                                            |
| گوانگ‌ژو اورگراند                                | قهرمان سوپر لیگ چین ۲۰۱۹                                | ۹                                               | ۲۰۱۹                                            |
| شانگهای شنهوا                                   | قهرمان جام حذفی فوتبال چین ۲۰۱۹                         | ۹                                               | ۲۰۱۸                                            |
| بیجینگ گوان                                     | نایب‌قهرمان سوپر لیگ چین ۲۰۱۹                            | ۹                                               | ۲۰۱۹                                            |
| یوکوهاما مارینوس                                | قهرمان جی۱لیگ ۲۰۱۹                                      | ۴                                               | ۲۰۱۴                                            |
| ویسل کوبه                                       | قهرمان جام امپراتور ۲۰۱۹                                | ۱                                               | -                                               |
| پرث گلوری                                       | قهرمان ای-لیگ ۱۹–۲۰۱۸                                   | ۱                                               | -                                               |
| سیدنی                                           | قهرمان گرند فینال ای-لیگ ۲۰۱۹ نایب‌قهرمان ای-لیگ ۱۹–۲۰۱۸ | ۶                                               | ۲۰۱۹                                            |
| چیانگرای یونایتد                                | قهرمان تای‌لیگ ۲۰۱۹                                      | ۳                                               | ۲۰۱۹                                            |
| جوهور دارالتعظیم                                | قهرمان لیگا سوپر ۲۰۱۹                                   | ۶                                               | ۲۰۱۹                                            |
| شرکت کنندگان در مرحله مقدماتی پلی‌آف             |                                                         |                                                 |                                                 |
| واردشدگان به مرحله پلی‌آف                        |                                                         |                                                 |                                                 |
| سئول                                            | مقام سوم کی‌لیگ کلاسیک ۲۰۱۹                              | ۸                                               | ۲۰۱۷                                            |
| شانگهای اس‌آی‌پی‌جی                                | مقام سوم سوپر لیگ چین ۲۰۱۹                              | ۵                                               | ۲۰۱۹                                            |
| توکیو                                           | نایب‌قهرمان جی۱لیگ ۲۰۱۹                                  | ۳                                               | ۲۰۱۶                                            |
| کاشیما آنتلرز                                   | مقام سوم جی۱لیگ ۲۰۱۹                                    | ۱۰                                              | ۲۰۱۹                                            |
| واردشدگان به مقدماتی دور ۲                      |                                                         |                                                 |                                                 |
| ملبورن ویکتوری                                  | مقام سوم ای-لیگ ۱۹–۲۰۱۸                                 | ۸                                               | ۲۰۱۹                                            |
| پورت                                            | قهرمان اف‌ای کاپ تایلند ۲۰۱۹                             | ۱                                               | -                                               |
| بوریرام یونایتد                                 | نایب‌قهرمان تای‌لیگ ۲۰۱۹                                  | ۹                                               | ۲۰۱۹                                            |
| کداح                                            | قهرمان اف‌ای کاپ مالزی ۲۰۱۹                              | ۱                                               | -                                               |
| تای‌پو                                           | قهرمان لیگ برتر فوتبال هنگ کنگ ۱۹–۲۰۱۸                  | ۱                                               | -                                               |
| هوشی‌مین سیتی                                    | نایب‌قهرمان لیگ فوتبال ویتنام ۲۰۱۹ [ویتنام]              | ۲                                               | ۰۳–۲۰۰۲                                         |
| واردشدگان به مقدماتی دور ۱                      |                                                         |                                                 |                                                 |
| سئرس نیگروس                                     | قهرمان لیگ فوتبال فیلیپین ۲۰۱۹                          | ۲                                               | ۲۰۱۹                                            |
| تامپینس روفرز                                   | نایب‌قهرمان لیگ برتر سنگاپور ۲۰۱۹ [سنگاپور]              | ۵                                               | ۲۰۱۸                                            |
| بالی یونایتد                                    | قهرمان لیگ ۱ ۲۰۱۹                                       | ۲                                               | ۲۰۱۸                                            |
| شان یونایتد                                     | قهرمان لیگ فوتبال ملی میانمار ۲۰۱۹                      | ۲                                               | ۲۰۱۸                                            |

Notes
1. ^ مدافع عنوان قهرمانی: باشگاه الهلال قهرمان لیگ قهرمانان آسیا ۲۰۱۹ است.
2. ^ سنگاپور: باشگاه فوتبال DPMM، قهرمان لیگ برتر سنگاپور تیمی از کشور برونئی است و بنابراین باشگاه تامپینس روفرز وارد مرحله پلی-آف شده‌است.
3. ^ ویتنام: باشگاه فوتبال هانوی، قهرمان لیگ فوتبال ویتنام، به خاطر شرکت نکردن تیم زیر ۱۵ سال این باشگاه در رقابت‌های لیگ زیر ۱۵ سال جوانان ویتنام، مجوز حرفه ای را دریافت نکرد؛ بنابراین باشگاه هوشی‌مین سیتی به عنوان نایب‌قهرمان لیگ وارد مرحله پلی-آف شده‌است.[۱۰]

## زمان‌بندی
برنامه اولیه مسابقات طبق برنامه ریزی قبل از همه گیری به شرح زیر بود.
| مرحله       | دور         | زمان قرعه‌کشی        | بازی رفت                                | بازی برگشت                                |
| ----------- | ----------- | ------------------- | --------------------------------------- | ----------------------------------------- |
| مقدماتی     | دور اول     | بدون قرعه‌کشی        | ۱۴ ژانویه ۲۰۲۰                          | ۱۴ ژانویه ۲۰۲۰                            |
| مقدماتی     | دور دوم     | بدون قرعه‌کشی        | ۲۱ ژانویه ۲۰۲۰                          | ۲۱ ژانویه ۲۰۲۰                            |
| پلی‌آف       | مرحله پلی‌آف | بدون قرعه‌کشی        | ۲۸ ژانویه ۲۰۲۰                          | ۲۸ ژانویه ۲۰۲۰                            |
| مرحله گروهی | روز اول     | ۲۱ نوامبر ۲۰۱۹      | ۱۰–۱۲ فوریه ۲۰۲۰                        | ۱۰–۱۲ فوریه ۲۰۲۰                          |
| مرحله گروهی | روز دوم     | ۲۱ نوامبر ۲۰۱۹      | ۱۷–۱۹ فوریه ۲۰۲۰                        | ۱۷–۱۹ فوریه ۲۰۲۰                          |
| مرحله گروهی | روز سوم     | ۲۱ نوامبر ۲۰۱۹      | ۲–۴ مارس ۲۰۲۰                           | ۲–۴ مارس ۲۰۲۰                             |
| مرحله گروهی | روز چهارم   | ۲۱ نوامبر ۲۰۱۹      | ۶–۸ آوریل ۲۰۲۰                          | ۶–۸ آوریل ۲۰۲۰                            |
| مرحله گروهی | روز پنجم    | ۲۱ نوامبر ۲۰۱۹      | ۲۰–۲۲ آوریل ۲۰۲۰                        | ۲۰–۲۲ آوریل ۲۰۲۰                          |
| مرحله گروهی | روز ششم     | ۲۱ نوامبر ۲۰۱۹      | ۴–۶ مه ۲۰۲۰                             | ۴–۶ مه ۲۰۲۰                               |
| مرحله حذفی  | یک شانزدهم  | ۲۱ نوامبر ۲۰۱۹      | ۱۸–۱۹ مه ۲۰۲۰ (غرب) ۲۶–۲۷ مه ۲۰۲۰ (شرق) | ۲۸–۲۶ مه۲۰۲۰ (غرب), ۱۶–۱۷ ژوئن ۲۰۲۰ (شرق) |
| مرحله حذفی  | یک‌هشتم      | TBA ژوئن/ژوئیه ۲۰۲۰ | ۲۴–۲۶اوت ۲۰۲۰                           | ۱۴–۱۶ سپتامبر ۲۰۲۰                        |
| مرحله حذفی  | نیمه‌نهایی   | TBA ژوئن/ژوئیه ۲۰۲۰ | ۲۹–۳۰ سپتامبر ۲۰۲۰                      | ۲۰–۲۱ اکتبر ۲۰۲۰                          |
| مرحله حذفی  | فینال       | TBA ژوئن/ژوئیه ۲۰۲۰ | ۲۲ نوامبر ۲۰۲۰                          | ۲۸ نوامبر ۲۰۲۰                            |

## مرحله انتخابی

### منطقه غرب
| تیم ۱     | نتیجه      | تیم ۲  |
| --------- | ---------- | ------ |
| چنای سیتی | ۰–۱        | الرفاع |
| الفیصلی   | ۱–۲ (و.ا.) | الکویت |

### منطقه شرق
| تیم ۱         | نتیجه      | تیم ۲        |
| ------------- | ---------- | ------------ |
| سئرس نیگروس   | ۳–۲        | شان یونایتد  |
| تامپینس روفرز | ۳–۵ (و.ا.) | بالی یونایتد |

### منطقه غرب
| تیم ۱            | نتیجه | تیم ۲          |
| ---------------- | ----- | -------------- |
| بنیادکار         | ۴–۱   | الزورا         |
| لوکوموتیو تاشکند | ۰–۱   | استقلال دوشنبه |
| شهر خودرو        | ۲–۱   | الرفاع         |
| استقلال          | ۳–۰   | الکویت         |

### منطقه شرق
| تیم ۱           | نتیجه | تیم ۲        |
| --------------- | ----- | ------------ |
| کداح            | ۵–۱   | تای‌پو        |
| بوریرام یونایتد | ۲–۱   | هوشی‌مین سیتی |
| پورت            | ۰–۱   | سئرس نیگروس  |
| ملبورن ویکتوری  | ۵–۰   | بالی یونایتد |

### منطقه غرب
| تیم ۱   | نتیجه              | تیم ۲          |
| ------- | ------------------ | -------------- |
| العین   | ۱–۰                | بنیادکار       |
| الاهلی  | ۱–۰                | استقلال دوشنبه |
| السیلیه | ۰–۰ (و.ا.) (۴–۵ پ) | شهر خودرو      |
| الریان  | ۰–۵                | استقلال        |

### منطقه شرق
| تیم ۱            | نتیجه | تیم ۲           |
| ---------------- | ----- | --------------- |
| سئول             | ۴–۱   | کداح            |
| شانگهای اس‌آی‌پی‌جی | ۳–۰   | بوریرام یونایتد |
| توکیو            | ۲–۰   | سئرس نیگروس     |
| کاشیما آنتلرز    | ۰–۱   | ملبورن ویکتوری  |

## مرحله گروهی

### گروه A
| رتبه | تیم     | بازی          | ب             | م             | با            | گ‌ز            | گ‌خ            | ت‌گ            | امتیاز        | صلاحیت        |
| ---- | ------- | ------------- | ------------- | ------------- | ------------- | ------------- | ------------- | ------------- | ------------- | ------------- |
| ۱    | الاهلی  | ۴             | ۲             | ۰             | ۲             | ۴             | ۶             | ۲-            | ۶             | یک‌هشتم نهایی  |
| ۲    | استقلال | ۴             | ۱             | ۲             | ۱             | ۶             | ۴             | ۲-            | ۵             | یک‌هشتم نهایی  |
| ۳    | الشرطه  | ۴             | ۱             | ۲             | ۱             | ۴             | ۴             | ۰             | ۵             |               |
| ۴    | الوحده  | کناره‌گیری کرد | کناره‌گیری کرد | کناره‌گیری کرد | کناره‌گیری کرد | کناره‌گیری کرد | کناره‌گیری کرد | کناره‌گیری کرد | کناره‌گیری کرد | کناره‌گیری کرد |

|         | الاهلی | استقلال | الشرطه | الوحده |
| ------- | ------ | ------- | ------ | ------ |
| الاهلی  | —      | ۲–۱     | ۱–۰    | لغو شد |
| استقلال | ۳–۰    | —       | ۱–۱    | لغو شد |
| الشرطه  | ۲–۱    | ۱–۱     | —      | ۰–۱    |
| الوحده  | ۱–۱    | لغو شد  | لغو شد | —      |

- باشگاه فوتبال الوحده به دلیل مثبت بودن تست بازیکنانش مربوط به بیماری کروناویروس ۲۰۱۹ نتوانست به قطر برای ادامه رقابت‌ها سفر کند.[۱۳] پس از این، آنها تصمیم به انصراف از رقابت‌ها گرفتند و کنفدراسیون فوتبال آسیا تمامی نتایج قبلی این تیم را باطل کرد.[۱۴]

### گروه B
| رتبه | تیم         | بازی           | ب              | م              | با             | گ‌ز             | گ‌خ             | ت‌گ             | امتیاز         | صلاحیت         |
| ---- | ----------- | -------------- | -------------- | -------------- | -------------- | -------------- | -------------- | -------------- | -------------- | -------------- |
| ۱    | پاختاکور    | ۴              | ۳              | ۱              | ۰              | ۶              | ۱              | ۵+             | ۱۰             | یک‌هشتم نهایی   |
| ۲    | شباب الاهلی | ۴              | ۲              | ۱              | ۱              | ۳              | ۲              | ۱+             | ۷              | یک‌هشتم نهایی   |
| ۳    | شهر خودرو   | ۴              | ۰              | ۰              | ۴              | ۰              | ۶              | ۶-             | ۰              |                |
| ۴    | الهلال      | کنار گذاشته شد | کنار گذاشته شد | کنار گذاشته شد | کنار گذاشته شد | کنار گذاشته شد | کنار گذاشته شد | کنار گذاشته شد | کنار گذاشته شد | کنار گذاشته شد |

|           | پاختاکور | ش. الاهلی | ش. خودرو | الهلال |
| --------- | -------- | --------- | -------- | ------ |
| پاختاکور  | —        | ۲–۱       | ۳–۰      | ۰–۰    |
| ش. الاهلی | ۰–۰      | —         | ۱–۰      | ۱–۲    |
| ش. خودرو  | ۰–۱      | ۰–۱       | —        | ۰–۰    |
| الهلال    | ۲–۱      | لغو شد    | ۲–۰      | —      |

- باشگاه فوتبال الهلال پس از این که برای بازی آخر مرحله گروهی تعداد بازیکنان لازم را برای پر کردن لیست به خاطر مبتلا بودن به بیماری کروناویروس ۲۰۱۹ در اختیار نداشت، از رقابت‌ها کنار گذاشته شد و به‌جای آن تیم شباب الاهلی به مرحله یک‌هشتم نهایی راه پیدا کرد.[۱۵]

### گروه C
| رتبه | تیم      | بازی | برد | مساوی | باخت | گل زده | گل خورده | گل تفاضل | امتیاز | صلاحیت        |     | پرسپولیس | التعاون | الدحیل | الشارجه |
| ---- | -------- | ---- | --- | ----- | ---- | ------ | -------- | -------- | ------ | ------------- | --- | -------- | ------- | ------ | ------- |
| ۱    | پرسپولیس | ۶    | ۳   | ۱     | ۲    | ۸      | ۵        | ۳+       | ۱۰     | یک هشتم نهایی |     | —        | 1–0     | 0–1    | 4–0     |
| ۲    | التعاون  | ۶    | ۳   | ۰     | ۳    | ۴      | ۸        | ۴−       | ۹      | یک هشتم نهایی |     | 0–1      | —       | 2–0    | 0–6     |
| ۳    | الدحیل   | ۶    | ۳   | ۰     | ۳    | ۷      | ۸        | ۱−       | ۹      |               |     | 1–0      | 0–1     | —      | 2–1     |
| ۴    | الشارجه  | ۶    | ۲   | ۱     | ۳    | ۱۳     | ۱۱       | ۲+       | ۷      |               | 2–2 | 0–1      | 4–2     | —      |         |

### گروه D
| رتبه | تیم    | بازی | برد | مساوی | باخت | گل زده | گل خورده | گل تفاضل | امتیاز | صلاحیت        |     | النصر | السد | سپاهان | العین |
| ---- | ------ | ---- | --- | ----- | ---- | ------ | -------- | -------- | ------ | ------------- | --- | ----- | ---- | ------ | ----- |
| ۱    | النصر  | ۶    | ۳   | ۲     | ۱    | ۹      | ۵        | ۴+       | ۱۱     | یک هشتم نهایی |     | —     | 2–2  | 2–0    | 0–1   |
| ۲    | السد   | ۶    | ۲   | ۳     | ۱    | ۱۴     | ۸        | ۶+       | ۹      | یک هشتم نهایی |     | 1–1   | —    | 3–0    | 4–0   |
| ۳    | سپاهان | ۶    | ۲   | ۱     | ۳    | ۶      | ۸        | ۲−       | ۷      |               |     | 0–2   | 2–1  | —      | 0–0   |
| ۴    | العین  | ۶    | ۱   | ۲     | ۳    | ۵      | ۱۳       | ۸−       | ۵      |               | 1–2 | 3–3   | 0–4  | —      |       |

### گروه E
| رتبه | تیم              | بازی | برد | مساوی | باخت | گل زده | گل خورده | گل تفاضل | امتیاز | صلاحیت        |     | بیجینگ | ملبورن | سئول | چیانگرای |
| ---- | ---------------- | ---- | --- | ----- | ---- | ------ | -------- | -------- | ------ | ------------- | --- | ------ | ------ | ---- | -------- |
| ۱    | بیجینگ گوان      | ۶    | ۵   | ۱     | ۰    | ۱۲     | ۴        | ۸+       | ۱۶     | یک هشتم نهایی |     | —      | 1-3    | 1-3  | 1-1      |
| ۲    | ملبورن ویکتوری   | ۶    | ۲   | ۱     | ۳    | ۶      | ۹        | ۳−       | ۷      | یک هشتم نهایی |     | 2-0    | —      | 1-2  | 0-1      |
| ۳    | سئول             | ۶    | ۲   | ۰     | ۴    | ۱۰     | ۹        | ۱+       | ۶      |               |     | 2-1    | 0-1    | —    | 0-5      |
| ۴    | چیانگرای یونایتد | ۶    | ۱   | ۲     | ۳    | ۵      | ۱۱       | ۶−       | ۵      |               | 1-0 | 2-2    | 1-2    | —    |          |

1. 1 2  امتیاز انضباطی: سئول ۰، بیجینگ گوان ۲–.

### گروه F
| رتبه | تیم            | بازی | برد | مساوی | باخت | گل زده | گل خورده | گل تفاضل | امتیاز | صلاحیت        |     | اولسان | توکیو | شانگهای | پرث |
| ---- | -------------- | ---- | --- | ----- | ---- | ------ | -------- | -------- | ------ | ------------- | --- | ------ | ----- | ------- | --- |
| ۱    | اولسان هیوندای | ۶    | ۵   | ۱     | ۰    | ۱۴     | ۵        | ۹+       | ۱۶     | یک هشتم نهایی |     | —      | 1–1   | 3–1     | 2–0 |
| ۲    | توکیو          | ۶    | ۳   | ۱     | ۲    | ۶      | ۵        | ۱+       | ۱۰     | یک هشتم نهایی |     | 1–2    | —     | 0–1     | 1–0 |
| ۳    | شانگهای شنهوآ  | ۶    | ۲   | ۱     | ۳    | ۹      | ۱۳       | ۴−       | ۷      |               |     | 1–4    | 1–2   | —       | 3–3 |
| ۴    | پرث گلوری      | ۶    | ۰   | ۱     | ۵    | ۵      | ۱۱       | ۶−       | ۱      |               | 1–2 | 0–1    | 1–2   | —       |     |

### گروه G
| رتبه | تیم              | بازی          | ب             | م             | با            | گ‌ز            | گ‌خ            | ت‌گ            | امتیاز        | صلاحیت        |
| ---- | ---------------- | ------------- | ------------- | ------------- | ------------- | ------------- | ------------- | ------------- | ------------- | ------------- |
| ۱    | ویسل کوبه        | ۴             | ۲             | ۰             | ۲             | ۴             | ۵             | ۱-            | ۶             | یک‌هشتم نهایی  |
| ۲    | سوون سامسونگ     | ۴             | ۱             | ۲             | ۱             | ۳             | ۲             | ۱+            | ۵             | یک‌هشتم نهایی  |
| ۳    | گوانگ‌ژو اورگراند | ۴             | ۱             | ۲             | ۱             | ۴             | ۴             | ۰             | ۵             |               |
| ۴    | جوهور دارالتعظیم | کناره‌گیری کرد | کناره‌گیری کرد | کناره‌گیری کرد | کناره‌گیری کرد | کناره‌گیری کرد | کناره‌گیری کرد | کناره‌گیری کرد | کناره‌گیری کرد | کناره‌گیری کرد |

|           | و. کوبه | سامسونگ | گوانگ‌ژو | جوهور  |
| --------- | ------- | ------- | ------- | ------ |
| ویسل کوبه | —       | ۰–۲     | ۰–۲     | ۵–۱    |
| سامسونگ   | ۰–۱     | —       | ۰–۰     | لغو شد |
| گوانگ‌ژو   | ۱–۳     | ۱–۱     | —       | لغو شد |
| جوهور     | لغو شد  | ۲–۱     | لغو شد  | —      |

- باشگاه فوتبال جوهر دارالتعظیم به دلیل محدودیت پروازهای کشور مالزی مربوط به بیماری کروناویروس ۲۰۱۹، از ادامه رقابت‌ها انصراف داد.[۱۶] بدین ترتیب، کنفدراسیون فوتبال آسیا تمام نتایج قبلی این تیم را باطل کرد.[۱۷]

### گروه H
| رتبه | تیم                   | بازی | برد | مساوی | باخت | گل زده | گل خورده | گل تفاضل | امتیاز | صلاحیت        |     | یوکوهاما | شانگهای | چونبوک | سیدنی |
| ---- | --------------------- | ---- | --- | ----- | ---- | ------ | -------- | -------- | ------ | ------------- | --- | -------- | ------- | ------ | ----- |
| ۱    | یوکوهاما مارینوس      | ۶    | ۴   | ۱     | ۱    | ۱۳     | ۵        | ۸+       | ۱۳     | یک هشتم نهایی |     | —        | 1–2     | 4–1    | 4–0   |
| ۲    | شانگهای اس‌آی‌پی‌جی      | ۶    | ۳   | ۰     | ۳    | ۶      | ۱۰       | ۴−       | ۹      | یک هشتم نهایی |     | 0–1      | —       | 0–2    | 0–4   |
| ۳    | چونبوک هیوندای موتورز | ۶    | ۲   | ۱     | ۳    | ۸      | ۱۰       | ۲−       | ۷      |               |     | 1–2      | 1–2     | —      | 1–0   |
| ۴    | سیدنی                 | ۶    | ۱   | ۲     | ۳    | ۸      | ۱۰       | ۲−       | ۵      |               | 1–1 | 1–2      | 2–2     | —      |       |

## مرحله حذفی
- در مرحله حذفی، ۱۶ تیم صعود کرده از مرحله گروهی، در دو منطقه متفاوت تا فینال رقابت‌ها به مسابقه می‌پردازند. در این مسابقات که به دلیل شیوع ویروس کرونا همه بازی‌های غرب آسیا در کشور قطر به صورت متمرکز و بدون حضور تماشاگران انجام می‌شود (و لازم است ذکر شود که به دلیل وجود نداشتن میزبانی گل زده در خانه حریف وجود نخواهد داشت) تیم‌ها به رقابت می‌پردازند. تیمی که در پایان مسابقه برتر باشد (در صورت تساوی وقت اضافه در نظر گرفته خواهد شد و در صورت لزوم و رسیدن مسابقه به ضربات پنالتی، این ضربات تعیین‌کننده خواهند بود)، صعود کرده و به مرحله بعد خواهد رفت.
- با توجه به اینکه تنها نماینده‌های غرب و شرق در فینال رقابت‌ها دیدار می‌کنند، برندهٔ هر کدام از مسابقه‌ها با برندهٔ منطقهٔ خود دیدار می‌کند. دیدار نیمه نهایی بین برندگان مرحلهٔ یک چهارم نهایی برگزار خواهد شد و برندهٔ آن‌ها نیز در فینال رقابت‌ها دیدار خواهند کرد.

| منطقه غرب - تیم دوم گروه A با تیم اول گروه B - تیم دوم گروه B با تیم اول گروه A - تیم دوم گروه C با تیم اول گروه D - تیم دوم گروه D با تیم اول گروه C | منطقه شرق - تیم دوم گروه E با تیم اول گروه F - تیم دوم گروه F با تیم اول گروه E - تیم دوم گروه G با تیم اول گروه H - تیم دوم گروه H با تیم اول گروه G |

| منطقه غرب - مسابقه برای پیوستن به چهار تیم برتر به عنوان تیم اول - مسابقه برای پیوستن به چهار تیم برتر به عنوان تیم دوم | منطقه شرق - مسابقه برای پیوستن به چهار تیم برتر به عنوان تیم سوم - مسابقه برای پیوستن به چهار تیم برتر به عنوان تیم چهارم |

| منطقه غرب - تیم اول مقابل تیم دوم | منطقه شرق - تیم سوم مقابل تیم چهارم |

| منطقه غرب - تیم دوم گروه A با تیم اول گروه B - تیم دوم گروه B با تیم اول گروه A - تیم دوم گروه C با تیم اول گروه D - تیم دوم گروه D با تیم اول گروه C | منطقه شرق - تیم دوم گروه E با تیم اول گروه F - تیم دوم گروه F با تیم اول گروه E - تیم دوم گروه G با تیم اول گروه H - تیم دوم گروه H با تیم اول گروه G |

| منطقه غرب - مسابقه برای پیوستن به چهار تیم برتر به عنوان تیم اول - مسابقه برای پیوستن به چهار تیم برتر به عنوان تیم دوم | منطقه شرق - مسابقه برای پیوستن به چهار تیم برتر به عنوان تیم سوم - مسابقه برای پیوستن به چهار تیم برتر به عنوان تیم چهارم |

| منطقه غرب - تیم اول مقابل تیم دوم | منطقه شرق - تیم سوم مقابل تیم چهارم |

### نمودار لیگ قهرمانان آسیا
|  | یک هشتم                    | یک هشتم                  |                          |      | یک چهارم | یک چهارم |  |  | نیمه نهایی | نیمه نهایی |  |  | نهایی | نهایی |
|  |                            |                          |                          |      |          |          |  |  |            |            |  |  |       |       |
|  | ۲۷ سپتامبر – شهر آموزش     |                          |                          |      |          |          |  |  |            |            |  |  |       |       |
|  |                            |                          |                          |      |          |          |  |  |            |            |  |  |       |       |
|  | النصر                      | ۱                        |                          |      |          |          |  |  |            |            |  |  |       |       |
|  | النصر                      | ۱                        | ۳۰ سپتامبر – جاسم بن حمد |      |          |          |  |  |            |            |  |  |       |       |
|  | التعاون                    | ۰                        |                          |      |          |          |  |  |            |            |  |  |       |       |
|  | التعاون                    | ۰                        | النصر                    | ۲    |          |          |  |  |            |            |  |  |       |       |
|  | ۲۶ سپتامبر – الجنوب        |                          | النصر                    | ۲    |          |          |  |  |            |            |  |  |       |       |
|  |                            | الاهلی                   | ۰                        |      |          |          |  |  |            |            |  |  |       |       |
|  | الاهلی (پ)                 | الاهلی                   | ۰                        | ۱(۴) |          |          |  |  |            |            |  |  |       |       |
|  | الاهلی (پ)                 |                          | ۳ اکتبر – جاسم بن حمد    | ۱(۴) |          |          |  |  |            |            |  |  |       |       |
|  | شباب الاهلی                | ۱(۳)                     |                          |      |          |          |  |  |            |            |  |  |       |       |
|  | شباب الاهلی                | ۱(۳)                     | النصر                    | ۱(۳) |          |          |  |  |            |            |  |  |       |       |
|  | ۲۷ سپتامبر – شهر آموزش     |                          | النصر                    | ۱(۳) |          |          |  |  |            |            |  |  |       |       |
|  |                            | پرسپولیس (پ)             | ۱(۵)                     |      |          |          |  |  |            |            |  |  |       |       |
|  | پرسپولیس                   | پرسپولیس (پ)             | ۱(۵)                     | ۱    |          |          |  |  |            |            |  |  |       |       |
|  | پرسپولیس                   | ۳۰ سپتامبر – جاسم بن حمد |                          | ۱    |          |          |  |  |            |            |  |  |       |       |
|  | السد                       | ۰                        |                          |      |          |          |  |  |            |            |  |  |       |       |
|  | السد                       | ۰                        | پرسپولیس                 | ۲    |          |          |  |  |            |            |  |  |       |       |
|  | ۲۶ سپتامبر – الجنوب        |                          | پرسپولیس                 | ۲    |          |          |  |  |            |            |  |  |       |       |
|  |                            | پاختاکور تاشکند          | ۰                        |      |          |          |  |  |            |            |  |  |       |       |
|  | پاختاکور تاشکند            | پاختاکور تاشکند          | ۰                        | ۲    |          |          |  |  |            |            |  |  |       |       |
|  | پاختاکور تاشکند            |                          | ۱۹ دسامبر – الجنوب       | ۲    |          |          |  |  |            |            |  |  |       |       |
|  | استقلال                    | ۱                        |                          |      |          |          |  |  |            |            |  |  |       |       |
|  | استقلال                    | ۱                        | پرسپولیس                 | ۱    |          |          |  |  |            |            |  |  |       |       |
|  | ۶ دسامبر – شهر آموزش       |                          | پرسپولیس                 | ۱    |          |          |  |  |            |            |  |  |       |       |
|  |                            | اولسان هیوندای           | ۲                        |      |          |          |  |  |            |            |  |  |       |       |
|  | اولسان هیوندای             | اولسان هیوندای           | ۲                        | ۳    |          |          |  |  |            |            |  |  |       |       |
|  | اولسان هیوندای             | ۱۰ دسامبر – الجنوب       |                          | ۳    |          |          |  |  |            |            |  |  |       |       |
|  | ملبورن ویکتوری             | ۰                        |                          |      |          |          |  |  |            |            |  |  |       |       |
|  | ملبورن ویکتوری             | ۰                        | اولسان هیوندای           | ۲    |          |          |  |  |            |            |  |  |       |       |
|  | ۶ دسامبر – شهر آموزش       |                          | اولسان هیوندای           | ۲    |          |          |  |  |            |            |  |  |       |       |
|  |                            | بیجینگ گوان              | ۰                        |      |          |          |  |  |            |            |  |  |       |       |
|  | بیجینگ گوان                | بیجینگ گوان              | ۰                        | ۱    |          |          |  |  |            |            |  |  |       |       |
|  | بیجینگ گوان                |                          | ۱۳ دسامبر – جاسم بن حمد  | ۱    |          |          |  |  |            |            |  |  |       |       |
|  | توکیو                      | ۰                        |                          |      |          |          |  |  |            |            |  |  |       |       |
|  | توکیو                      | ۰                        | اولسان هیوندای (و.ا.)    | ۲    |          |          |  |  |            |            |  |  |       |       |
|  | ۷ دسامبر – بین‌المللی خلیفه |                          | اولسان هیوندای (و.ا.)    | ۲    |          |          |  |  |            |            |  |  |       |       |
|  |                            | ویسل کوبه                | ۱                        |      |          |          |  |  |            |            |  |  |       |       |
|  | ویسل کوبه                  | ویسل کوبه                | ۱                        | ۲    |          |          |  |  |            |            |  |  |       |       |
|  | ویسل کوبه                  | ۱۰ دسامبر – الجنوب       |                          | ۲    |          |          |  |  |            |            |  |  |       |       |
|  | شانگهای اس‌آی‌پی‌جی           | ۰                        |                          |      |          |          |  |  |            |            |  |  |       |       |
|  | شانگهای اس‌آی‌پی‌جی           | ۰                        | ویسل کوبه (پ)            | ۱(۷) |          |          |  |  |            |            |  |  |       |       |
|  | ۷ دسامبر – بین‌المللی خلیفه |                          | ویسل کوبه (پ)            | ۱(۷) |          |          |  |  |            |            |  |  |       |       |
|  |                            | سوون سامسونگ             | ۱(۶)                     |      |          |          |  |  |            |            |  |  |       |       |
|  | یوکوهاما مارینوس           | سوون سامسونگ             | ۱(۶)                     | ۲    |          |          |  |  |            |            |  |  |       |       |
|  | یوکوهاما مارینوس           |                          |                          | ۲    |          |          |  |  |            |            |  |  |       |       |
|  | سوون سامسونگ               | ۳                        |                          |      |          |          |  |  |            |            |  |  |       |       |
|  | سوون سامسونگ               | ۳                        |                          |      |          |          |  |  |            |            |  |  |       |       |

### منطقه غرب
| تیم ۱           | نتیجه              | تیم ۲       |
| --------------- | ------------------ | ----------- |
| الاهلی          | ۱–۱ (و.ا.) (۴–۳ پ) | شباب الاهلی |
| پاختاکور تاشکند | ۲–۱                | استقلال     |
| پرسپولیس        | ۱–۰                | السد        |
| النصر           | ۱–۰                | التعاون     |

### منطقه شرق
| تیم ۱            | نتیجه | تیم ۲            |
| ---------------- | ----- | ---------------- |
| بیجینگ گوان      | ۱–۰   | توکیو            |
| اولسان هیوندای   | ۳–۰   | ملبورن ویکتوری   |
| ویسل کوبه        | ۲–۰   | شانگهای اس‌آی‌پی‌جی |
| یوکوهاما مارینوس | ۲–۳   | سوون سامسونگ     |

### یک چهارم نهایی
در مرحله یک‌چهارم نهایی، چهار تیم از منطقه غرب و چهار تیم از منطقه شرق به صورت تک بازی و با قرعه کشی در منطقه غرب آسیا به تاریخ ۲۸ سپتامبر ۲۰۲۰ و قرعه‌کشی منطقه شرق آسیا به تاریخ ۸ دسامبر ۲۰۲۰ به مصاف یکدیگر رفتند.

### منطقه غرب
| تیم ۱    | نتیجه | تیم ۲           |
| -------- | ----- | --------------- |
| النصر    | ۲–۰   | الاهلی          |
| پرسپولیس | ۲–۰   | پاختاکور تاشکند |

### منطقه شرق
| تیم ۱          | نتیجه              | تیم ۲        |
| -------------- | ------------------ | ------------ |
| اولسان هیوندای | ۲–۰                | بیجینگ گوان  |
| ویسل کوبه      | ۱–۱ (و.ا.) (۷–۶ پ) | سوون سامسونگ |

### منطقه غرب
| تیم ۱ | نتیجه              | تیم ۲    |
| ----- | ------------------ | -------- |
| النصر | ۱–۱ (و.ا.) (۳–۵ پ) | پرسپولیس |

### منطقه شرق
| تیم ۱          | نتیجه      | تیم ۲     |
| -------------- | ---------- | --------- |
| اولسان هیوندای | ۲–۱ (و.ا.) | ویسل کوبه |

### فینال
| تیم ۱          | نتیجه | تیم ۲    |
| -------------- | ----- | -------- |
| اولسان هیوندای | ۲–۱   | پرسپولیس |

## قهرمان
| قهرمان لیگ قهرمانان آسیا ۲۰۲۰ |
| ----------------------------- |
| اولسان هیوندای                |
| دومین قهرمانی                 |

## آمار تماشاگران
| #  | تیم              | میانگین تماشاگر |
| -- | ---------------- | --------------- |
| 1  | جوهور دارالتعظیم | 25.524          |
| 2  | سوون سامسونگ     | 17.372          |
| 3  | التعاون          | 15.346          |
| 4  | پاختاکور         | 14.948          |
| 5  | النصر            | 11.828          |
| 6  | یوکوهاما مارینوس | 11.803          |
| 7  | اف سی توکیو      | 7.755           |
| 8  | ویسل کوبه        | 7.256           |
| 9  | العین            | 7.177           |
| 10 | الوحده           | 7.124           |
| 11 | الشارجه          | 6.862           |
| 12 | چونبوک موتورز    | 6.546           |
| 13 | شباب الاهلی      | 6.240           |
| 14 | چیانگرای یونایتد | 6.035           |
| 15 | الشرطه           | 5.539           |
| 16 | اف سی سئول       | 5.229           |
| 17 | ملبورن ویکتوری   | 4.156           |
| 18 | الدحیل           | 3.780           |
| 19 | اولسان هیوندای   | 3.350           |
| 20 | سیدنی اف سی      | 3.255           |
| 21 | السد             | 1.948           |

## گلزنان برتر
| رتبه | بازیکن            | باشگاه           | م. گ. ۱   | م. گ. ۲   | م. گ. ۳   | م. گ. ۴   | م. گ. ۵   | م. گ. ۶   | یک‌ه       | یک‌چ.      | ن. ن      | ف         | کل |  |
| ---- | ----------------- | ---------------- | --------- | --------- | --------- | --------- | --------- | --------- | --------- | --------- | --------- | --------- | -- |  |
| ۱    | عبدالرزاق حمدالله | النصر            | ۱         | ۱         | ۲         | ۱         |           |           | ۱         |           | ۱         |           | ۷  |  |
| ۱    | جونیور نگرائو     | اولسان هیوندای   |           |           | ۱         | ۱         |           |           |           | ۲         | ۱         | ۲         | ۷  |  |
| ۳    | ترنت بوهاجیار     | سیدنی            |           | ۱         | ۱         |           | ۲         | ۱         |           |           |           |           | ۵  |  |
| ۳    | بیورن یونسن       | اولسان هیوندای   |           |           |           |           |           | ۲         | ۲         |           | ۱         |           | ۵  |  |
| ۵    | آلان کاروالیو     | بیجینگ گوان      |           | ۱         | ۱         |           |           | ۱         | ۱         |           |           |           | ۴  |  |
| ۵    | عیسی آل‌کثیر       | پرسپولیس         |           |           |           |           |           | ۱         | ۱         | ۲         |           |           | ۴  |  |
| ۵    | بغداد بونجاح      | السد             |           |           | ۱         | ۲         | ۱         |           |           |           |           |           | ۴  |  |
| ۵    | آدو اونایو        | یوکوهاما مارینوس |           | ۲         |           | ۱         |           |           | ۱         |           |           |           | ۴  |  |
| ۵    | یون بیت-گارام     | اولسان هیوندای   |           | ۲         |           |           | ۲         |           |           |           |           |           | ۴  |  |
| ۱۰   | ۱۱ بازیکن         | ۱۱ بازیکن        | ۱۱ بازیکن | ۱۱ بازیکن | ۱۱ بازیکن | ۱۱ بازیکن | ۱۱ بازیکن | ۱۱ بازیکن | ۱۱ بازیکن | ۱۱ بازیکن | ۱۱ بازیکن | ۱۱ بازیکن | ۳  |  |

## جوایز فردی
| مرحله       | بازی            | نام بازیکن        | باشگاه                | منبع   |
| ----------- | --------------- | ----------------- | --------------------- | ------ |
| مرحله گروهی | هفته ۱          | کیجیرو اوگاوا     | ویسل کوبه             | [ ۱۸ ] |
| مرحله گروهی | هفته ۲          | تروهیتو ناکاگاوا  | یوکوهاما مارینوس      | [ ۱۹ ] |
| مرحله گروهی | هفته ۲          | لی شنگلونگ        | اس‌آی‌پی‌جی              | [ ۲۰ ] |
| مرحله گروهی | هفته ۳ – شرق    | تری آنتونز        | سوون سامسونگ          | [ ۲۱ ] |
| مرحله گروهی | هفته ۳ – شرق    | سونگ بام کئون     | چونبوک هیوندای موتورز | [ ۲۲ ] |
| مرحله گروهی | هفته ۳ – غرب    | عبدالرزاق حمدالله | النصر                 | [ ۲۳ ] |
| مرحله گروهی | هفته ۴ – شرق    | بیل               | چیانگرای یونایتد      | [ ۲۴ ] |
| مرحله گروهی | هفته ۴ – غرب    | خالد با وزیر      | الشارجه               | [ ۲۵ ] |
| مرحله گروهی | هفته ۵ – شرق    | تیراتون بونماتان  | یوکوهاما مارینوس      | [ ۲۶ ] |
| مرحله گروهی | هفته ۵ – غرب    | کایو              | الشارجه               | [ ۲۷ ] |
| مرحله گروهی | هفته ۶ – شرق    | دایکی نیوا        | توکیو                 | [ ۲۸ ] |
| مرحله گروهی | هفته ۶ – غرب    | مهدی قایدی        | استقلال               | [ ۲۹ ] |
| مرحله حذفی  | یک‌هشتم – شرق    | کیم تائه-هوان     | سوون سامسونگ          | [ ۳۰ ] |
| مرحله حذفی  | یک‌هشتم – غرب    | عیسی آل کثیر      | پرسپولیس              | [ ۳۱ ] |
| مرحله حذفی  | یک‌چهارم - غرب   | پارک سانگ-هیوک    | سوون سامسونگ          | [ ۳۲ ] |
| مرحله حذفی  | یک‌چهارم - غرب   | سلطان الغنام      | النصر                 | [ ۳۳ ] |
| مرحله حذفی  | نیمه‌نهایی - غرب | شجاع خلیل‌زاده     | پرسپولیس              | [ ۳۴ ] |